# Rósás-ház
A Rósás-ház a kolozsvári Fő tér (20. szám) északi oldalának egyik épülete. A romániai műemlékek  jegyzékében a CJ-II-m-B-07488 sorszámon szerepel.

## Leírása
A Rósás-ház nevét Báthory Kristóf udvari sebészorvosa után kapta. Későbbi tulajdonosa Schütz János (a Szent Mihály-templom körüli fal lebontásának kezdeményezője), majd a sörgyáros Czell család volt, akik sörözőt alakítottak ki a földszinten. A homlokzat mai díszítése romantikus, mert a párkányzat szalagdísze gótikus elemekből alakított, az ablakkeretek feletti szemöldökök tört vonala és gyámjai, valamint a kapu gótikus ihletésű szegmensíve erre utalnak.
Az 1870-es évek elején — akárcsak a szomszédos házaknak — a tér felé magas, nyitott padlása volt és kereskedők áruraktárául szolgált, ahova az árukat csigával lehetett felvonni. A hagyomány szerint azonban e padlások valaha színpadul is szolgáltak és Felvinczi György, a kalandos életű első ismert magyar színigazgató e padlásokon tartotta az 1690-es évek elején színielőadásait, amelyeket a közönség a piacról nézett.
A földszinti épületbelsőben a szép reneszánsz teremsort fiókos dongaboltozat alkotja, faragott gyámkövekkel. Ugyanitt akárcsak az emeleti lakásban, igen szép reneszánsz (1636-os évszámmal) faragott ajtókeret látható. Ez az épület volt 1902-ben Fadrusz János szálláshelye. A falakat Kovács Zoltán freskói díszítették, de azokat 1970 körül tönkretették, lefedték.